# Wapusks nationalpark
Wapusks nationalpark (en. Wapusk National Park) är en nationalpark i provinsen Manitoba i Kanada, ungefär 45 kilometer söder om staden Churchill längs stranden till Hudson Bay. Parken inrättades 1996 och omfattar en yta på 11 475 kvadratkilometer. Särskilt känd är parken för den rika förekomsten av isbjörnar och wapusk betyder på cree ”vit björn”.

## Historia
Området där Wapusks nationalpark ligger är en del av det lågland som omger Hudson Bay. Detta är ett geologiskt ungt landskap, skapat genom den landhöjning som har pågått och fortfarande pågår i området sedan den senaste inlandsisen smälte bort för cirka 9 000 år sedan. Spåren efter äldre kustlinjer kan ses upp till 100 kilometer inåt land. De tidigaste bevisen för mänskliga bosättningar i området går tillbaka till för ungefär 3 000 år sedan. Arkeologiska undersökningar tyder på att majoriteten av de första bosättningarna låg i parkens norra ände och var associerade med kustlinjen och sporadiska och säsongsbetonade. 
De första européerna kom till Wapusk år 1610, efter upptäcktsresanden Henry Hudsons landstigning i Hudson Bay. I området bodde då cree, dene och inuiter. Kontakterna mellan ursprungsbefolkningen och européerna var till en början endast sporadiska, men kom senare att bli allt mer kontinuerliga. Historiskt präglas området efter européernas ankomst av pälshandeln, särskilt efter byggandet av York Fort (senare kallad York Factory) 1684. 1717 etablerade också Hudson Bay-kompaniet en handelsstation vid Churchillfloden.

## Geografi och klimat

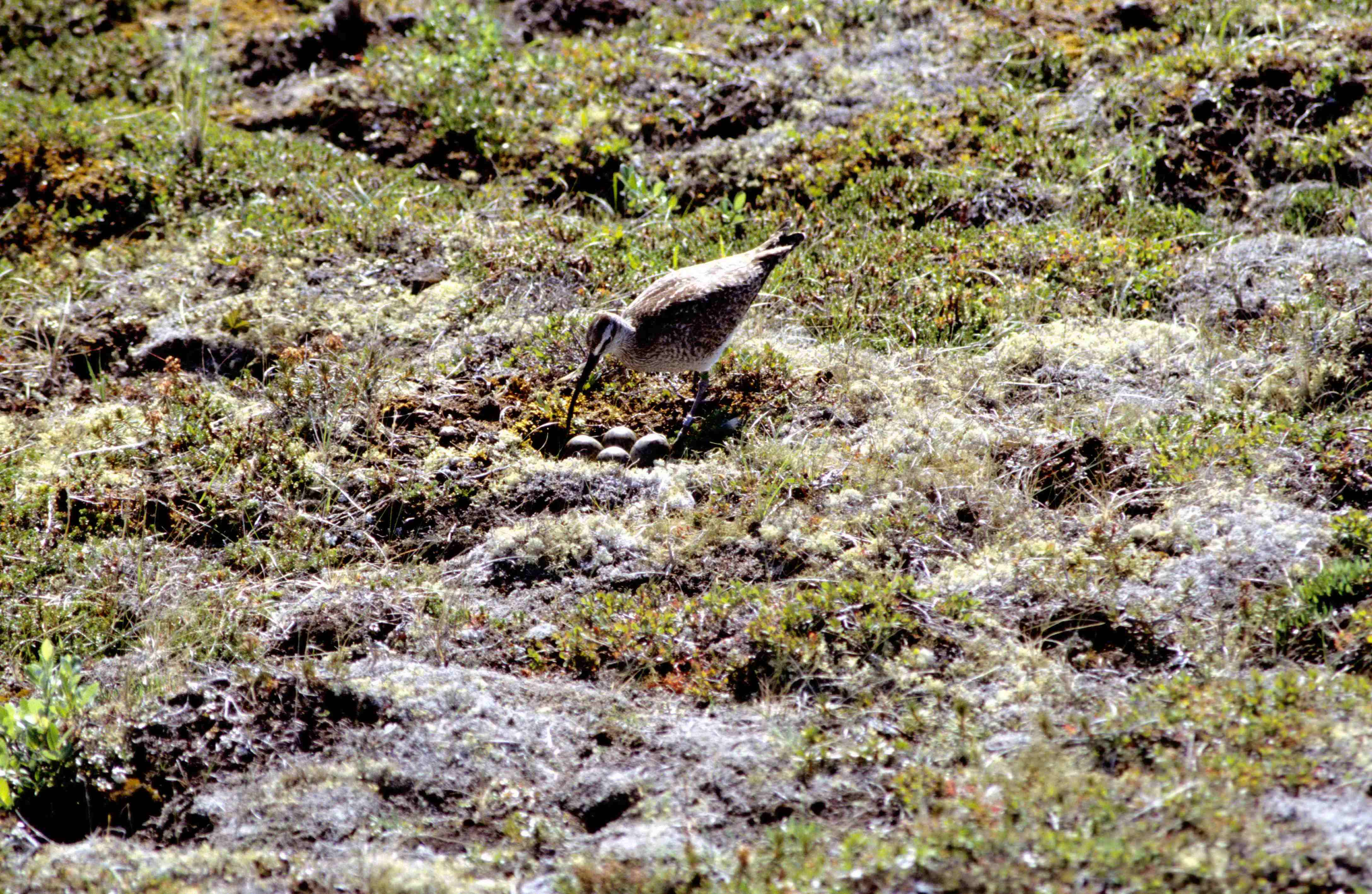
Småspov på tundran i Wapusk nationalpark

Wapusks nationalpark består till större delen av ett låglänt tundraområde med ett varierat komplex av torvmarker som myrar och mossar, sjöar, bäckar och floder. Torvlagren hör till de mest omfattande i Nordamerika och kan vara upp till 4 meter tjocka. Kusten kännetecknas av våtmarker, dyner, flacka stränder och en bred tidvattenzon. Längre in över land växer spridda nordliga boreala träd.
Området har permafrost och klimatet präglas av mycket kalla vintrar och låg nederbörd.

## Flora och fauna

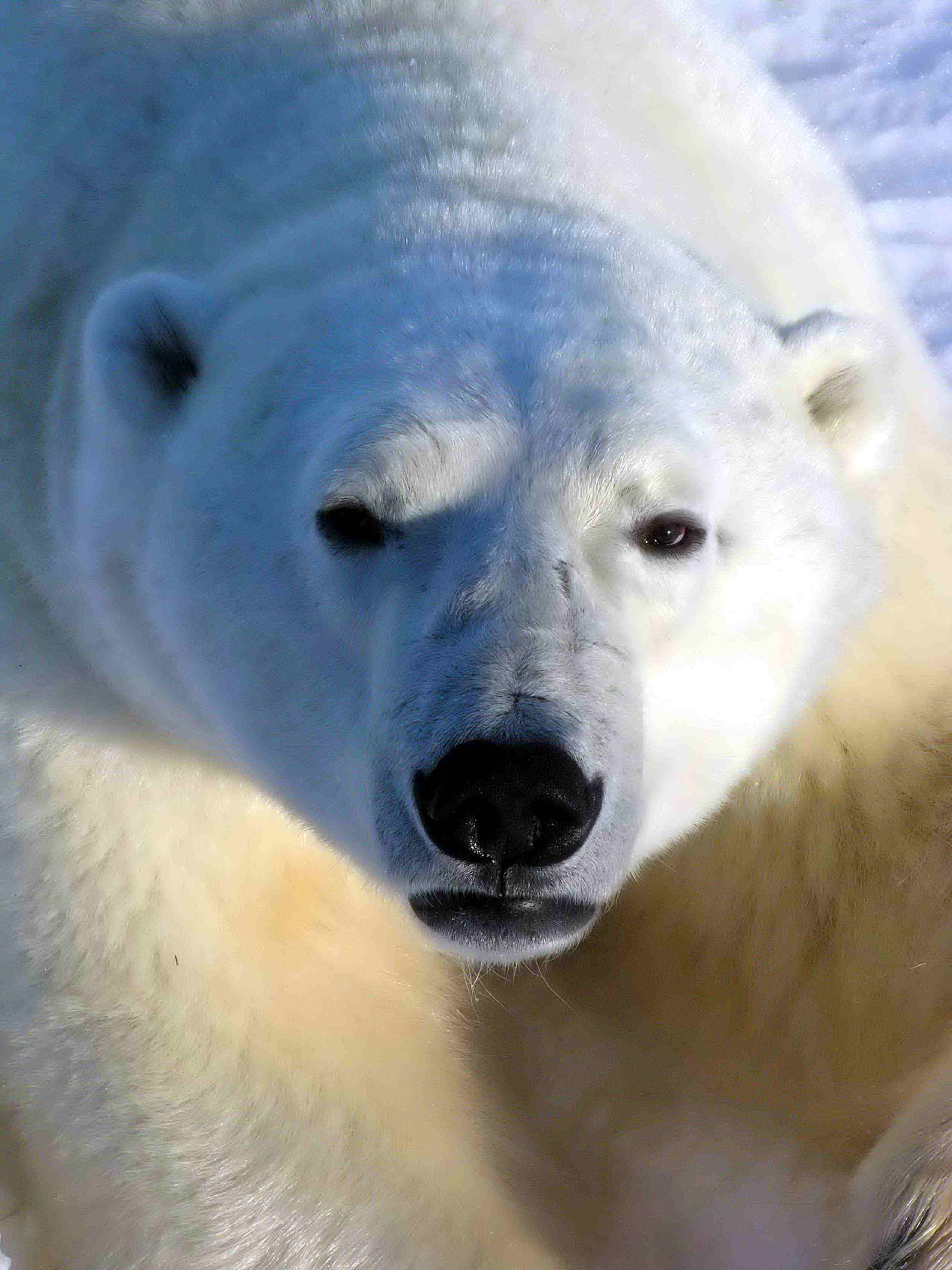
Isbjörn i Wapusks nationalpark

I Wapusks nationalpark finns 44 olika arter av däggdjur. Mest känt är området för sina isbjörnar, men även varg, fjällräv och caribou hör till de noterbara inslagen i däggdjursfaunan.  Älg finns också i parkens mer skogklädda områden, men är ganska sällsynt. I vattnen utanför kusten förekommer havslevande däggdjur, som vikare, storsäl och vitval. 250 olika arter av fåglar finns i området och särskilt stor är artrikedomen längs kusten där olika gäss, vadarfåglar och tärnor är vanliga inslag.